# 喀什地区第一人民医院
喀什地区第一人民医院，又名中山大学附属喀什医院，是一所位于中华人民共和国新疆维吾尔自治区喀什地区的三级甲等医院，是南疆地区的国家区域医疗中心。该院始建于1934年，原为新疆省立第三医院，是新疆最早的西医医院之一。

## 院区
喀什地区第一人民医院现有总院区、疏附广州新城院区、中山大学附属喀什医院（国家区域医疗中心）和儿科综合病房楼院区四个院区。